# صموئيل بوتسفورد باكلي
صموئيل بوتسفورد باكلي (بالإنجليزية: Samuel Botsford Buckley)‏ هو عالم طبيعة وعالم نبات وجيولوجي وعالم حشرات أمريكي، ولد في 9 مايو 1809 في مقاطعة ياتس في الولايات المتحدة، وتوفي في 18 فبراير 1884 في أوستن في الولايات المتحدة.